# Knivingaryd
Knivingaryd är en by i Bäckebo socken i Nybro kommun, som ligger vid länsväg 125 mellan Alsterbro och Bäckebo. 
Tidigare fanns två affärer i Knivingaryd samt en järnvägsstation vid Mönsterås-Åseda Järnväg. 
Järnvägssträckan förbi Knivingaryd (Sandbäckshult – Alsterbro) invigdes 1905. Persontrafiken lades ner 1959 och godstrafiken 1963.
Bäckebobomben var en tysk V-2-robot som havererade i Gräsdal cirka 2 kilometer från Knivingaryd den 13 juni 1944.